# 岐阜NEWSVISION
岐阜NEWSVISION（ぎふニュースビジョン）は、岐阜県岐阜市吉野町5丁目に設置されている大型ビジョン。2005年（平成17年）6月に放映開始。画面サイズは400インチ（横8 m×縦6 m）、LEDによるフルカラーでニュースや広告を放映している。